# ジョリス・バート
ジョリス・バート（Joris Quentin Bert , 1987年5月16日 - ）は、フランス・ルーヴィエ出身のプロ野球選手（投手、外野手）。

## 来歴・特徴
2005年、2006年とイタリアにある、MLBが運営する「ヨーロピアン・ベースボール・アカデミー」でプレー。
その後、2007年のMLBドラフトでロサンゼルス・ドジャースから19巡目（全体596位）で指名され契約した。これまでMLBや傘下のマイナーリーグには、フランス生まれのアメリカ人プレーヤーや、フランス系のプレーヤーは存在したが、純粋なフランス生まれのフランス人プレーヤーは彼が初めてである。チームには2009年まで在籍した。
2012年9月に、第3回WBC予選のフランス代表に選出された。